# Revaz Chomakhidze
Revaz Chomakhidze (in georgiano რევაზ ჩომახიძე?; Mosca, 15 dicembre 1973) è un pallanuotista georgiano naturalizzato russo, vincitore di una medaglia d'argento alle olimpiadi di Sydney 2000 e di una medaglia di bronzo ad Atene 2004 con la Russia. Ha conquistato anche una Coppa del Mondo, una World League, un bronzo agli europei di Siviglia 1997 e uno ai mondiali di Fukuoka 2001. Dal 1987 al 1993 è stato un giocatore della Dinamo Tbilisi, con la Dinamo Mosca vinse due campionati russi, due Coppe di Russia e una Coppa delle Coppe, mentre in Italia ha giocato con le calottine della Pro Recco e della Rari Nantes Florentia. Nel 2003 è passato al Mladost, con cui vince due campionati croati; l'anno successivo si trasferisce allo Sturm Checown, dove resterà fino al 2009 vincendo altri quattro campionati russi e una Coppa LEN. Dal 2019 è il commissario tecnico della nazionale georgiana, ruolo che svolge insieme a quello di allenatore della Dinamo Tbilisi. Dal 2022 allena il Sintez Kazan.